# Programa de Erlangen

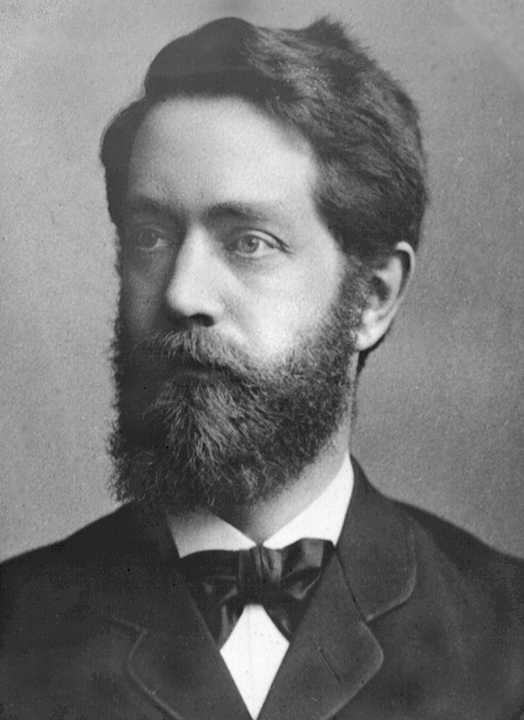
Fotografía de Felix Klein.

Se conoce como Programa de Erlangen a un programa de investigación publicado por Felix Klein en 1872 con el título de Vergleichende Betrachtungen über neuere geometrische Forschungen. Este Programa de Erlangen — Klein estaba en ese entonces en Erlangen — propuso un nuevo tipo de solución a los problemas de la geometría de la época. 
El artículo en sí supone un verdadero hito en la historia de la geometría y de la Matemática en general.

## El Programa de Erlangen
Con motivo de su ingreso como profesor en la Facultad de Filosofía y al Senado de la Universidad de Erlangen, Klein escribió una memoria en 1872 (que no llegó a leer en público) que puede considerarse, junto a los aportes de Riemann y a los Elementos de Euclides, como los puntos esenciales del estudio de la Geometría.
La idea de la memoria, conocida como el Programa de Erlangen, es bastante sencilla. Se trata de dar una definición formal de lo que es una geometría, más allá de la idea más o menos intuitiva que tenemos de ella.
Ante la aparición de las nuevas geometrías no euclidianas, parece lógico preguntarse qué es la Geometría, máxime cuando la propia idea de la geometría euclidiana se había visto modificada desde la irrupción de los métodos algebraicos y analíticos. Empieza a no estar tan claro que la Geometría sea el estudio de puntos, líneas (rectas o curvas) y superficies, puesto que el propio Análisis Matemático (sobre todo en el estudio de Ecuaciones Diferenciales) parece estudiar también tales objetos. Por otra parte, los métodos analíticos y algebraicos también son aplicables a las geometrías no euclidianas. Hay, digamos, dos niveles de distinciones: por un lado, la de las geometrías no euclidianas y la geometría euclidiana, por otro lado, la distinción entre el método sintético, el algebraico y el analítico.
¿Qué es entonces la Geometría?
Klein da respuesta a esta pregunta introduciendo en la Geometría un nuevo concepto de carácter algebraico: el concepto de grupo. Un grupo es un conjunto {\displaystyle G} en el que hay definida una operación, es decir, una aplicación {\displaystyle G\times G\longrightarrow G} que a cada par de elementos del conjunto le asigna otro elemento del conjunto (que será el resultado de operar dichos dos elementos). Mientras que la mayoría de la gente está familiarizada con las operaciones numéricas, les resulta difícil imaginar que puedan operarse puntos, rectas, etc. Puede hacerse, y no hay más que pensar en, por ejemplo, la operación "tomar el punto medio", que a cada par de puntos le asigna el punto medio del segmento que une los dos primeros puntos. 
Para que un conjunto en el que haya una operación sea un grupo deben de cumplirse ciertas condiciones, que son:
- La operación debe ser asociativa: esto quiere decir que si tomamos cualesquiera tres elementos {\displaystyle a,b,c} del conjunto, el resultado de operar los dos primeros ({\displaystyle a} y {\displaystyle b}) y operar el resultado de ello con el tercero ({\displaystyle c}) debe de ser lo mismo que si primero operamos el segundo y el tercero ({\displaystyle b} y {\displaystyle c}) y el resultado lo operamos con el primero ({\displaystyle a}). Es decir, si la operación la denotamos por {\displaystyle \star } ha de ocurrir que {\displaystyle a\star (b\star c)} debe de ser lo mismo que {\displaystyle (a\star b)\star c}.

- Debe existir un elemento neutro: esto quiere decir que ha de haber un elemento {\displaystyle e} del conjunto de manera que si tomo cualquier otro elemento {\displaystyle a} del conjunto y lo operó con él, entonces el resultado vuelve a ser el elemento {\displaystyle a}, es decir, es como si al elemento {\displaystyle a} no lo hubiera operado. Así, con nuestra notación, {\displaystyle e\star a=a} y {\displaystyle a\star e=a}.

- Por último, cada elemento debe tener un elemento simétrico: esto quiere decir que si yo tomo un elemento cualquiera {\displaystyle a} del conjunto, entonces puedo encontrar otro elemento {\displaystyle {\hat {a}}} del conjunto de tal manera que al operar ambos, el resultado que obtengo es el elemento neutro: {\displaystyle a\star {\hat {a}}={\hat {a}}\star a=e}.

El concepto de grupo no es invención de Klein, pero es él el que descubre un hecho fundamental que lo relaciona con las distintas geometrías: cada geometría es el estudio de ciertas propiedades que no cambian cuando se le aplican un tipo de transformaciones. Esas propiedades, por no cambiar, las denomina invariantes, y las transformaciones que  no hacen cambiar a un invariante han de tener estructura de grupo bajo la operación de composición (componer dos transformaciones es hacer una de ellas y aplicarle la otra transformación al resultado de la primera).
Así Klein descubre que, por ejemplo, la geometría euclidiana es el estudio de los invariantes mediante el grupo de los movimientos rígidos (como las simetrías, giros y traslaciones), que la geometría afín es el estudio de los invariantes mediante el grupo de las traslaciones, que la geometría proyectiva es el estudio de los invariantes mediante el grupo de las proyectividades, e incluso que la Topología es el estudio de los invariantes mediante el grupo de las funciones continuas y de inversa continua, entre otras.
De hecho, Klein afirma que la comprensión de "tener una geometría, entonces hay un grupo principal" es más bien al revés. Uno a priori dice qué tipo de transformaciones admitirá (es decir, establece el grupo) y todo lo demás se puede reconstruir a partir de él. Se demuestra incluso, que si uno da un subgrupo de las biyecciones de un conjunto en sí mismo isomorfo a algún grupo clásico (simetrías, traslaciones, proyectividades) entonces todos los teoremas de esa geometría son válidos en este.
El descubrimiento de Klein es fundamental, ya que por un lado nos permite clasificar las geometrías, comprendiendo cuál es una "subgeometría" de cual, por otro lado nos permite comprender qué es el estudio general de la Geometría (como disciplina matemática) y por último, pero no menos importante, es la confirmación de que los métodos sintético y algebraico no dan geometrías distintas, sino que realmente estudian la misma geometría en cada caso. Se pone fin así a la distinción entre el método sintético y el algebraico-analítico. En su época supuso la consagración de la Geometría Proyectiva como la Reina de las Geometrías.
Nótese que es la primera vez que una ciencia (la Geometría) es capaz de autodefinirse rigurosamente y, por tanto, constituye uno de los puntos culminantes del espíritu humano en la historia.
- Datos: Q315296